# 阿纳托利·索布恰克
阿纳托利·亚历山德罗维奇·索布恰克（俄语：Анатолий Александрович Собчак，1937年8月10日—2000年2月20日），俄罗斯政治家、辩论家、改革派领袖、《俄罗斯联邦宪法》起草人，聖彼得堡市長。他培养了弗拉基米尔·普京、德米特里·梅德韦杰夫。

## 生平

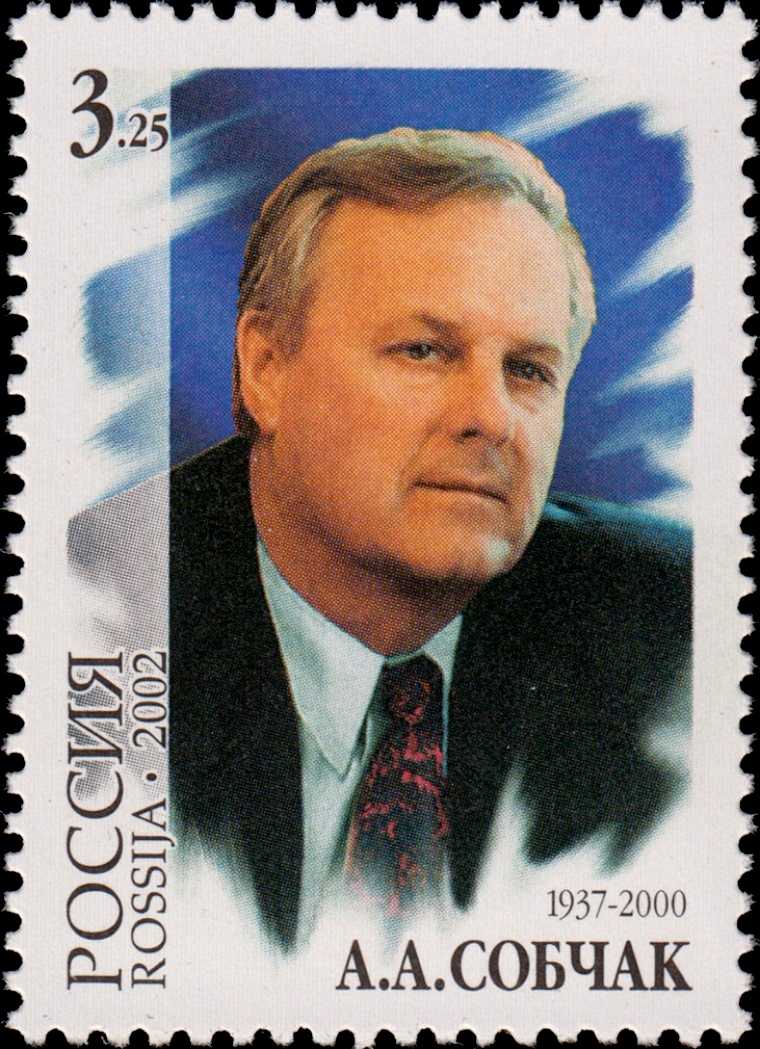
索布恰克紀念郵票

1937年8月10日，阿纳托利·索布恰克出生于苏联俄罗斯苏维埃联邦社会主义共和国外贝加尔边疆区赤塔，出身家庭环境优越，波捷混血的父亲是工程师，而俄烏混血的母亲是会计师。
1939年，他们家搬迁到了乌兹别克斯坦，他的大学在斯塔夫罗波尔法学院和圣彼得堡国立大学度过。
1963年，索布恰克到圣彼得堡国立大学开始任教，教授经济学，而弗拉基米尔·普京则是学校法律系的学生。
1988年，50岁的索布恰克成为了学校的教授和经济法教研室主任。

### 圣彼得堡市长
1991年，索布恰克担任圣彼得堡市长，而普京在離開KGB後出任对外联络委员会主席，1994年，普京在他的一手栽培下成为圣彼得堡市第一副市长。
1996年，索布恰克下台之后，爆发“索布恰克案件”、“滥用权力”等事件，這打擊他的政治威信，后因病往法国治疗。1999年6月他回到俄羅斯，不久普京出任總理，其後他支持普京競選總統。
2000年2月20日，索布恰克因为心脏病在寓所中突然去世。但阿卡迪·瓦克斯伯格自行調查死因後，於2007年所撰寫的書中主張索布恰克是被塗在他床邊檯燈燈泡的毒藥殺死，燈一打開，毒藥受熱而蒸發。:163

## 亲属
- 父亲：Alexander Antonovich Sobchak
- 母亲： Nadezhda Andreyevna Litvinova
- 第一任妻子：Nonna Gandzyuk（1958年结婚）
- 第二任妻子：柳德米拉·纳鲁索娃（Lyudmila Narusova，1980年结婚）
- 女儿：克塞尼亚·索布恰克（Kseniya Sobchak）